# واکنش بارتون–کلاگ
واکنش بارتون–کلاگ(به انگلیسی: Barton–Kellogg reaction) یک نام واکنش از نوع جفت‌شدن در شیمی آلی است که طی آن یک کتون یا تیوکتون طی واکنش با یک ترکیب دی‌آزو به یک آلکن تبدیل می‌شود.

## سازوکار
سازوکار زیر برای این واکنش پیشنهاد شده است: